# Pilisszentkereszt
Pilisszentkereszt es un pueblo húngaro perteneciente al distrito de Szentendre, condado de Pest.

## Superficie
Cuenta con una superficie de 17,21 km².

## Demografía
Hasta 2024 la población era de 2147 habitantes, con una densidad de población de 124,75 hab/km².
| Gráfica de evolución demográfica de Pilisszentkereszt entre 2020 y 2024 |
|                                                                         |
| Datos según la Oficina Central de Estadística de Hungría.               |